# Ole Borch
Ole Borch (en latin Olaus Borrichius, né le 7 avril 1626 à Borchen (d'où le nom sous lequel il est connu) et mort le 13 octobre 1690, est un chimiste, médecin, grammairien et poète danois.

## Biographie
Il fait ses études à l’Université de Copenhague puis enseigne à l’École Métropolitaine de Copenhague avant de prendre le poste de tuteur des fils de Joachim Gersdorff (en), Rigsraad à la cour du Danemark.
Il voyage dans toute l'Europe pour s'instruire et enseigne la médecine et la chimie à Copenhague. Il s'est installé à Amsterdam pour s'associer au charlatan Giuseppe Borri. Il fut un ami intime de Nicolas Sténon. 
Il suivait les principes de Paracelse.
Un nombre important de sources sur la vie de Borch peut se trouver sur le site du collège qu'il a fondé à Copenhague et qui existe encore aujourd'hui, le Borch Kollegium.

## Publications
- De ortu et progressu Chemiae sur Google Livres (1668).
- Hermetis, Aegyptiorum, Et Chemicorum Sapientia sur Google Livres (1674).
- Dissertatio de somno et somniferis, maxime papavereis sur Google Livres publié en 1680 puis réédité en 1681, 1682, 1683, un des premiers traités sur l'opium.
- (la) Dissertationes Academicae De Poetis, Copenhague, 1683 (lire en ligne).
- Conspectus chemicorum scriptorum sur Google Livres (1696 - posthume).
- Dissertatio de causis diversitatis linguarum.
- De usu plantarum indigenarum in medicina.

## Source
Cet article comprend des extraits du Dictionnaire Bouillet. Il est possible de supprimer cette indication, si le texte reflète le savoir actuel sur ce thème, si les sources sont citées, s'il satisfait aux exigences linguistiques actuelles et s'il ne contient pas de propos qui vont à l'encontre des règles de neutralité de Wikipédia.